# Тухум (Иркутская область)
Тухум (бур. Тγхэм — «низина») — деревня в Баяндаевском районе Иркутской области России. Входит в состав Кырменского муниципального образования.

## География
Деревня находится на расстоянии примерно 42 км к северу от села Баяндай, административного центра района.

## Население
| 2002 | 2010 | 2011 | 2012 |
| ---- | ---- | ---- | ---- |
| 111  | ↘84  | ↘83  | ↗84  |

### Половой состав
По данным Всероссийской переписи, в 2010 году в деревне проживали 84 человека (44 мужчины и 40 женщин).